# Mariä Himmelfahrt (Sondernohe)

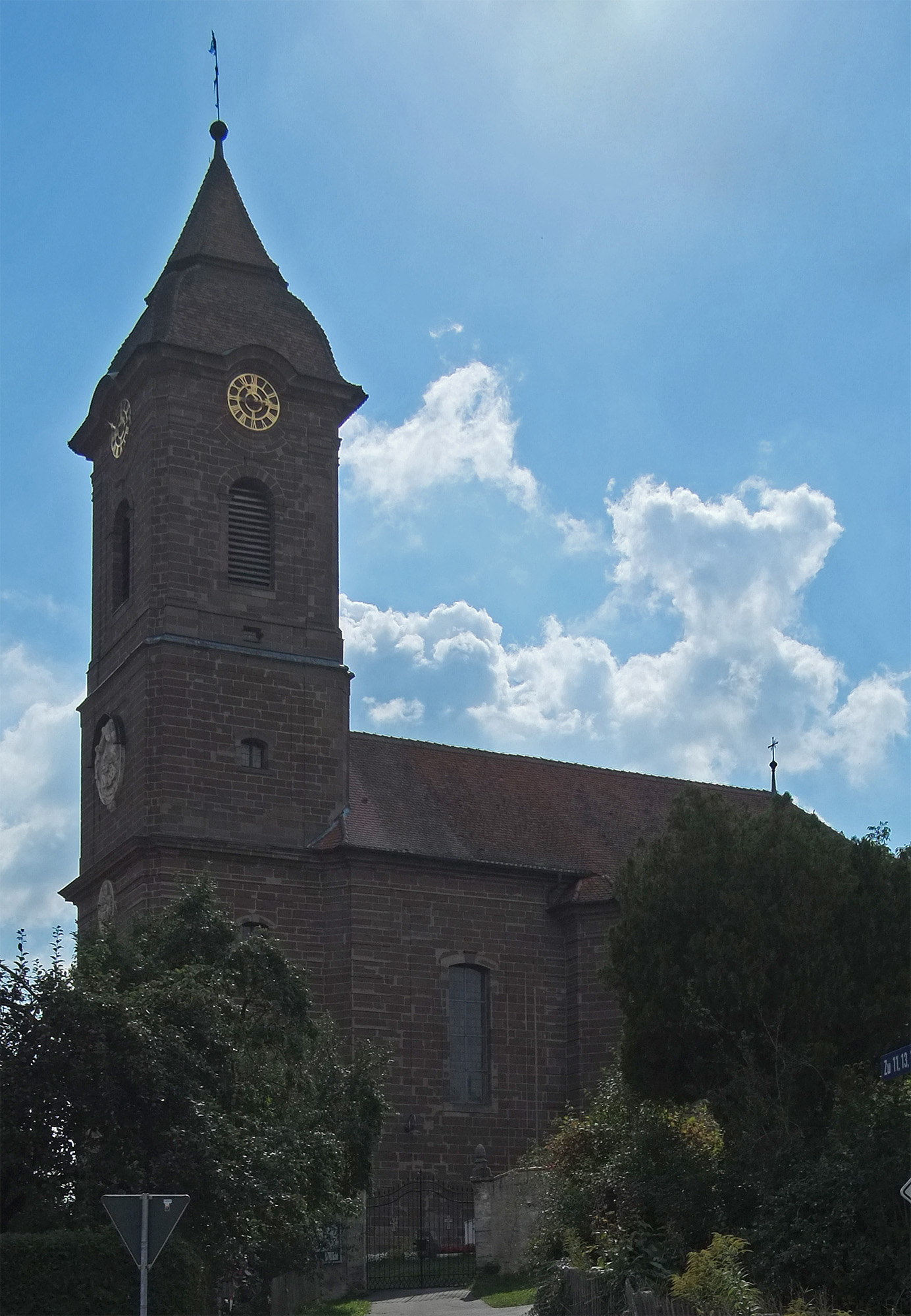
Mariä Himmelfahrt (Sondernohe)

Die römisch-katholische, denkmalgeschützte Pfarrkirche Mariä Himmelfahrt steht in Sondernohe, einem Gemeindeteil des Marktes Flachslanden im Landkreis Ansbach (Mittelfranken, Bayern). Die Kirche ist unter der Denkmalnummer D-5-71-146-24 als Baudenkmal in der Bayerischen Denkmalliste eingetragen. Die Kirchengemeinde gehört zum Seelsorgebereich Ansbach Stadt und Land im Dekanat Ansbach des Erzbistums Bamberg.

## Baugeschichte
Sondernohe wurde 1294 von Burggraf Konrad II. von Nürnberg, genannt der Fromme, an den Deutschen Orden übergeben. Seitdem hatte der Ritterorden das Patronatsrecht. Die damalige dem heiligen Vitus geweihte Kirche romanischen Baustils war ursprünglich eine Filiale von Obernzenn. 1408 wurde St. Vitus zur Pfarrei erhoben. 1777 wurde der Grundstein für eine neue Kirche in Sondernohe gelegt und diese wurde am 1. September 1781 unter dem Patrozinium des St. Ägidius eingeweiht. Die Kirche entstand im Übergang von Barockepoche zum Klassizismus.

## Baubeschreibung
Die Innenausstattung weist sowohl barocke, wie auch klassizistische Elemente auf. Die Gestaltung der Kirche wurde in Verantwortung von Hofhandwerksmeistern der Ballei Franken in Ellingen durchgeführt. Der Bau war ein Prestigeobjekt für den Deutschen Orden und überdimensioniert für den kleinen Ort Sondernohe, welcher damals 170 Einwohner zählte. An der Ostseite des 45 Meter hohen Glockenturms sind die Wappen der Ordensoberen integriert: ganz oben das des Hochmeisters Maximilian Franz von Österreich, in der Mitte das Wappen des Landkomturs Franz Sigismund Albert Freiherr von Lehrbach und schließlich das des Virnsberger Komturs Franz Ludwig Christoph Alexander von Eyb zu Neuendettelsau. Vier Glocken rufen seither die Gläubigen zum Gottesdienst oder zum Gebet.
Die Innenausstattung der Kirche sowie die des Hochaltars und der Seitenaltäre wurde von den Deutschordenshofbaumeistern Andreas Binder aus Ellingen und Jakob Hallitschek aus Mergentheim sowie von Hofschreiner Leonhard Kraus aus Ellingen gestaltet. Im Kirchenschiff steht eine zweistöckige Empore mit einer barocken Orgel. In der Mitte befindet sich ein Taufstein aus der Vorgängerkirche Sankt Vitus. Das Deckenfresko sowie die Gemälde von Hoch- und Seitenaltären wurden von Anton Wintergerst, Hofmaler des Grafen von Oettingen-Wallerstein, angefertigt. Die barocke Madonna im Chorraum stand zuvor in der Totenkapelle westlich des Friedhofs. Die gotische Madonna auf dem Podest neben den Hauptaltar sowie die Heiligenfiguren im Altarraum sind gotischen Ursprungs. Die Kreuzwegbilder stammen aus der Schlosskapelle von Virnsberg. Im hinteren Bereich der Kirche befindet sich ein um 1666 datiertes Kreuzigungsgemälde aus Rothenburg. Neben diesem befindet sich eine Darstellung der heiligen Helena. Der in unmittelbarer Nähe zu findende Grabstein der Gräfin Isabella von Seckendorff/Bielstein stammt aus dem Friedhof. Der Beichtstuhl wurde in den 1960er Jahren eingerichtet.
Im Zuge der Liturgiereformen in der Folge des Zweiten Vatikanischen Konzils wurde auch der Altarraum umgestaltet: Die Kommunionbänke wurden entfernt und ein zeitgenössischer Volksaltar aufgestellt.